# Austin Farley
Austin James Farley, född 10 november 1993 i Park Ridge, Illinois, är en amerikansk professionell ishockeyspelare som just nu är Free Agent.

## Spelarkarriär
Farley spelade 95 matcher för Fargo Force i United States Hockey League och på dessa gjorde han 36 mål och 36 assist. Han utexaminerades från Fargo South High School 2012 och inledde därefter studier vid University of Minnesota Duluth. I september 2012 deltog han i CCM/USA Hockey All-American Prospects Game i Buffalo, New York. Han spelade 144 matcher över hans fyraåriga collegekarriär och gjorde 46 mål och 60 assist. Under sin sista säsong var han även assisterande lagkapten.
Som nyutexaminerad skrev Farley ett tryoutkontrakt med Lake Erie Monsters i American Hockey League (AHL) den 30 mars 2016. Han gjorde sin professionella debut två dagar senare mot Chicago Wolves. Efter att ha misslyckats med att spela till sig ett förlängt kontrakt skrev han den 11 april 2016 på för Reading Royals i ECHL.
Farley beslutade att ta sitt spel till Sverige för säsongen 2016-17 och skrev kontrakt med allsvenska Modo Hockey den 18 maj 2016. Han skilda vägar med Modo den 21 november, efter att ha gjort två mål och två assist på 19 matcher. Dagen efter skrev han på ett korttidskontrakt med IF Björklöven. Efter säsongen 2017/18, under vilken han gjorde 33 poäng på 43 matcher, skrev Farley på för Karlskrona HK. Han hann dock inte spela någon match för klubben utan Luleå HF presenterade honom som nyförvärv den 3 juli 2018.